# Chuỗi Kempner
Chuỗi Kempner:31–33 là một phiên bản đặc biệt của chuỗi điều hòa, được hình thành từ chuỗi điều hòa bằng cách loại bỏ trong chuỗi đó các phần tử có biểu diễn cơ số 10 chứa chữ số 9. Tức là
{\displaystyle {\sideset {}{'}\sum _{n=1}^{\infty }}{\frac {1}{n}}}
dấu nháy đơn dùng để nói rằng n chỉ lấy các số không chứa chữ số 9. Chuỗi này được lần đầu nghiên cứu bởi A. J. Kempner trong 1914. Chuỗi này trái ngược với trực giác vì không giống như chuỗi điều hòa, chuỗi này thực ra hội tụ. Kempner chứng minh tổng của chuỗi này nhỏ hơn 90. Baillie đã chứng minh và tính giá trị tổng của chuỗi, được làm tròn đến 20 chữ số: 22.92067661926415034816
(dãy số A082838 trong bảng OEIS).
Theo heuristic, chuỗi này hội tụ bởi vì hầu như mọi số lớn đều chứa mọi chữ số. Ví dụ chẳng hạn, cho một số nguyên có 100 chữ số, số đó sẽ rất có khả năng chứa ít nhất một chữ số 9 trong đó, do đó nó có thể bị loại khỏi tổng trên.
Schmelzer và Baillie tìm ra thuật toán hiệu quả trong bài toán tổng quát loại bỏ bất kỳ xâu chữ số. Ví dụ chẳng hạn, tổng của 1/n trong đó n không chứa "42" có giá trị nằm vào khoảng 228.44630415923081325415. Một ví dụ khác: tổng của 1/n trong đó n không chứa xâu chữ số "314159" là khoảng 2302582.33386378260789202376. (Tất cả giá trị này đều đã được làm tròn ở chữ số cuối.)

## Tính hội tụ
Bài chứng minh tính hội tụ của Kempner được nhắc lại trong nhiều sách, ví dụ như trong sách của Hardy và Wright,:120 và ngoài ra cũng là bài tập trong cuốn Apostol.:212 Ta nhóm các phần tử theo số chữ số của mẫu số. Số các số nguyên dương có n chữ số và không có chữ số '9' là 8 × 9n−1 bởi vì có 8 lựa chọn (từ 1 đến 8) cho chữ số đầu tiên, và 9 lựa chọn độc lập (từ 0 đến 8) cho mỗi chữ số còn lại trong n−1 chữ số. Mỗi số không chứa chữ số '9' này lớn hơn hoặc bằng với 10n−1, do đó nghịch đảo của mỗi số này nhỏ hơn hoặc bằng với 101−n. Do đó, tổng của toàn bộ nhóm này nhỏ hơn 8 × (9/10)n−1. Do đó tổng ban đầu không lớn hơn
{\displaystyle 8\sum _{n=1}^{\infty }\left({\frac {9}{10}}\right)^{n-1}=80.}
Ta có thể lập luận tương tự cho bất kỳ chữ số khác không. Số các số nguyên dương n chữ số không chứa chữ số '0' là 9n, do đó tổng của 1/n trong đó n không có chữ số '0' không quá
{\displaystyle 9\sum _{n=1}^{\infty }\left({\frac {9}{10}}\right)^{n-1}=90.}
Chuỗi này vẫn hội tụ nếu ta loại bỏ đi k chữ số liên tiếp, ví dụ chẳng hạn, nếu ta bỏ các phần tử có xâu chữ số 42 thì ta vẫn có thể chứng minh theo cách gần như trên. Đầu tiên, quan sát rằng ta có thể làm việc với các số trong hệ cơ số 10k và bỏ đi các phần tử có mẫu số chứa "chữ số" bằng với xâu trên. Chứng minh tương tự với hệ cơ số 10 sẽ cho thấy chuỗi này hội tụ. Sau đó quay về hệ cơ số 10, ta nhận thấy rằng chuỗi này chứa các phần tử có mẫu số bỏ xâu cho trước và các các mẫu số chứa nó nếu nó không nằm trong giới hạn "k chữ số". Ví dụ chẳng hạn nếu ta bỏ 42, thì trong hệ cơ số 100, chuỗi này sẽ bỏ cả 4217 và 1742, nhưng không bỏ 1427, do đó nó lớn hơn tổng không chứa 42 (Trong hệ cơ số 100, số có 4 chữ số trong cơ số 10 sẽ chuyển thành số có hai chữ số, số 42 gốc hoặc sẽ là chữ số trái hoặc chữ số phải, hoặc có chữ số 4 nằm ở chữ số trái và chữ số hai ở chữ số phải, phương pháp chứng minh trên chỉ loại bỏ hoàn toàn chữ số chứ không nửa này nửa nọ, do đó số 1427 vẫn được cộng vào).
Farhi xét chuỗi Kempner tổng quát, là các tổng S(d, n) của các nghịch đảo của các số tự nhiên chứa n lần chữ số  d trong đó 0 ≤ d ≤ 9 (do vậy, tổng của chuỗi Kempner gốc là S(9, 0)). Ông chứng minh rằng cho mỗi chữ số d dãy các giá trị S(d, n) với n ≥ 1 là dãy giảm dần và hội tụ đến 10 ln 10. Dãy này chưa thực sự giảm dần khi bắt đầu với n = 0; ví dụ chẳng hạn, đối với chuỗi Kempner gốc ta có S(9, 0) ≈ 22.921 < 23.026 ≈ 10 ln 10 < S(9, n) với n ≥ 1.

## Các phương pháp xấp xỉ
Chuỗi này hội tụ cực kỳ chậm. Baillie đã chỉ ra rằng sau khi cộng 1024 phần tử, hiệu giữa cận trên với giá trị tổng vẫn lớn hơn 1.
Cận trên 80 vẫn còn thô. Trong 1916, Irwin đã chứng minh giá trị của tổng chuỗi Kempner nằm giữa 22.4 và 23.3, sau này tìm ra được giá trị trên 22.92067...
Baillie xét tổng của nghịch đảo của tất cả các luỹ thừa bậc j cho mọi j. Ông phát triển công thức đệ quy biểu diễn tổng của luỹ thừa bậc j từ khối (k + 1) chữ số bằng các luỹ thừa cao hơn của khối k chữ số. Do đó, chỉ cần một lượng tính toán nhỏ, chuỗi gốc (tương ứng với j = 1, cộng trên tất cả giá trị k) có thể được ước lượng chính xác.